# Cerro El Yunque
Der Cerro El Yunque (deutsch „Der Amboss“) ist mit 915 m Höhe über dem Meer der höchste Berg der Insel Robinson Crusoe im Archipel der Juan-Fernández-Inseln im Südostpazifik. Die Erhebung ist vulkanischen Ursprungs und entstammt dem Juan-Fernández-Hotspot auf der Nazca-Platte.